# Rudolf Schleier
Rudolf August Emil Otto Schleier (* 31. August 1899 in Hamburg; † 4. Januar 1959 in Hamburg) war ein deutscher Kaufmann, NS-Funktionär und Diplomat. Während des Zweiten Weltkriegs war er im deutsch besetzten Frankreich Vertreter des Botschafters Otto Abetz.

## Leben

### Ausbildung und Berufseinstieg
Rudolf Schleier absolvierte nach dem Ende seiner Schullaufbahn eine kaufmännische Ausbildung und nahm ab Juni 1917 am Ersten Weltkrieg teil. Von September 1918 bis Januar 1920 war er in französischer Kriegsgefangenschaft. Von 1920 bis 1940 war er als Kaufmann tätig, zuletzt als Prokurist. Der Käsegroßhändler war ab 1924 geschäftlich regelmäßig in Frankreich und nach eigenen Angaben ein zunehmend „überzeugterer Anhänger einer deutsch-französischen Verständigung“.

### Politische Betätigung
Schleier war bereits 1920 Mitglied im Deutschvölkischen Schutz- und Trutzbund geworden und gehörte von 1920 bis 1924 der DNVP an. Im Dezember 1931 trat er der NSDAP bei. Er war am Aufbau einer NSDAP/AO-Landesgruppe in Frankreich beteiligt und für diese NS-Organisation ab 1933 Frankreichreferent. Er wurde 1935 kommissarischer Landesgruppenleiter der NSDAP/AO in Frankreich im Rang eines Gaustellenleiters und war zum Gauamtsleiter befördert dort von 1936 bis Anfang April 1938 offiziell Landesgruppenleiter der NSDAP/AO. Er gehörte zu den Mitbegründern und dem Vorstand der NS-nahen Deutsch-Französischen Gesellschaft mit Sitz in Berlin, saß ab 1936 einer Zweigstelle dieser Gesellschaft in Hamburg für die Hansestädte vor und wurde im November 1938 Vizepräsident der Deutsch-Französischen Gesellschaft.

## Zweiter Weltkrieg
Nach Beginn des Zweiten Weltkrieges hielt er sich während des Sitzkrieges von November 1939 bis April 1940 im deutsch besetzten Wartheland auf, um für die Handelskammer Hamburg die dortige Wirtschaftslage zu sondieren.

### Gesandter in Paris
Über seinen Bekannten Abetz kam Schleier zum Auswärtigen Amt. Nach dem Frankreichfeldzug gehörte Schleier zur sogenannten Abetzgruppe, die am 14. Juni 1940 ins deutsch besetzte Belgien geflogen wurde und von dort in das gerade deutsch besetzte Paris gelangte. In Paris führte Schleier zunächst den Titel Generalkonsul; nachdem Abetz Botschafter geworden war, wurde er zum Gesandten (Ende 1941 II. Klasse und im April 1943 I. Klasse) ernannt. Während der Abwesenheit von Abetz übernahm Schleier in Paris dessen Geschäfte.
Schleier war auch an antijüdischen Maßnahmen beteiligt: Im Frühjahr 1942 ließ der Leiter des Eichmannreferats Adolf Eichmann beim Auswärtigen Amt anfragen, ob 1.000 bereits in Compiègne inhaftierte französische sowie staatenlose Juden als Sühnemaßnahme für Anschläge gegen Wehrmachtsoldaten in das KZ Auschwitz verbracht werden könnten. Kurz darauf wurde diese Anzahl von Eichmann um 5.000 weitere „staatspolizeilich in Erscheinung getretene Juden“ erhöht. Diese Anfrage wurde durch den Unterstaatssekretär im Auswärtigen Amt Martin Luther telegrafisch an Schleier weitergeleitet, der „gegen beabsichtigte Judenaktion keine Bedenken“ erhob. Das Auswärtige Amt meldete daraufhin Eichmann, dass gegen die Deportation kein Einspruch erhoben werde. Am 7. Mai 1942 konnte SS-Hauptsturmführer Theodor Dannecker mit Abetz, Schleier und dem Judenreferenten der Botschaft Carltheo Zeitschel die Kennzeichnungsverordnung zum Judenstern vereinbaren, die am 29. Mai von der Militärverwaltung erlassen wurde. Im September 1942 berichtete er an das Auswärtige Amt, dass bereits 28.069 Juden gemäß der Forderung des Reichssicherheitshauptamtes zum „Zwecke der Endlösung“ deportiert worden seien. Im Februar 1943 koordinierte er für die Botschaft die "Judenmaßnahmen", also Deportationen zur Vernichtung, im neubesetzten Gebiet Vichy-Frankreichs und in der italienisch besetzten Zone Frankreichs.
Gemeinsam mit Werner Gerlach spielte Schleier eine Schlüsselrolle beim Erwerb der Schloss-Sammlung im Auftrag der deutschen Botschaft in Paris. Am 27. April 1943 sorgte Schleier dafür, dass Dr. Göpels Brief, in dem er die Beschlagnahme der Schloss-Sammlung darlegte und die nächsten Schritte vorschlug, Martin Bormann erreichte. Am 24. Mai 1943 traf sich Schleier zum ersten Mal mit Präsident Laval bezüglich der Schloss-Sammlung, bei der er Hitlers Interesse daran betonte. Während der Verkaufsverhandlungen war er dafür verantwortlich, das Auswärtige Amt in Berlin sowie Helmut von Hummel, Voss und Göpel auf dem Laufenden zu halten.
Am 29. November 1943 wurde Schleier nach Berlin versetzt.

### Amts- und Abteilungsleiter im Auswärtigen Amt
Anfang 1944 wurde Schleier mit der Leitung der von Ribbentrop in Auftrag gegebenen und von SS-Standartenführer Horst Wagner gebildeten Informationsstelle X des Auswärtigen Amtes beauftragt. Sie wurde mehrfach umbenannt und firmierte zuletzt als Informationsstelle XIV (Antijüdische Auslandsaktion). Diese Dienststelle sollte die antijüdische Propaganda zentral koordinieren, u. a. wurden antijüdische Radiosendungen für den Auslandsfunk produziert – mit Hinweis auf die angebliche Kriegsschuld der Juden, deren angebliche Verbindungen zum Bolschewismus (s. Jüdischer Bolschewismus) bzw. Weltherrschaftspläne (s. Weltjudentum), um antisemitische Bewegungen zu stärken In diesem Zusammenhang beabsichtigte Schleier u. a. ein „Diplomatisches Jahrbuch zur jüdischen Weltpolitik“ zu publizieren, eine Wanderausstellung zu organisieren und ein antijüdisches Archiv anzulegen. Die auf Initiative von Horst Wagner zustande gekommene und von Franz Alfred Six organisierte „Arbeitstagung der Judenreferenten der Deutschen Missionen in Europa“ in Krummhübel am 3. und 4. April 1944 wurde von Schleier geleitet.
Am 21. April 1944 übernahm er als Nachfolger von Hans Bernd von Haeften das Amt des Ministerialdirigenten in der Kulturpolitischen Abteilung im Auswärtigen Amt. Als Vertreter des Auswärtigen Amtes wurde er im Mai 1944 zusätzlich Vizepräsident der Vereinigung zwischenstaatlicher Verbände. Von Ende März 1945 bis Mitte April 1945 leitete er die nach Thüringen ausgelagerten Dienststellen des Auswärtigen Amtes.

## Nachkriegszeit
Nach Kriegsende befand sich Schleier in alliierter Internierungshaft. Während seiner Internierung wurde er 1947 in Nürnberg im Rahmen der Nürnberger Prozesse mehrmals vernommen. Schleier betonte in den Verhören, dass er persönlich gegen die Juden seines persönlichen Umkreises nichts gehabt habe; er habe bis 1939 einen jüdischen Schneider gehabt und auf Dienstreisen in Frankreich bei einem jüdischen Hotelier übernachtet und mit diesem gefrühstückt. Das von ihm ausgefertigte Telegramm zur Deportation bestritt er im Verhör; vom Vernichtungslagern wollte er erst nach Kriegsende erfahren haben, so dass der Mitarbeiter der Anklagebehörde Robert Kempner nach monatelangen Vernehmungen die Einbeziehung Schleiers in den Wilhelmstraßen-Prozess verwarf, um sich auf die Anklage gegen den Staatssekretär Ernst von Weizsäcker zu konzentrieren. Vom Internierungslager Dachau aus wurde er im Dezember 1947 entlassen. Im November 1948 wurde Schleier erneut festgenommen und nach Frankreich überstellt. Von einem Militärgericht in Paris wurde er „außer Verfolgung gesetzt“.
Nach der Entlassung aus der Internierung lebte Schleier als Gesandter zur Wiederverwendung (z. Wv.) in Hamburg-Blankenese. Er beging 1959 Suizid. Nach seinem Tod kam sein umfangreicher Nachlass in das Politische Archiv des Auswärtigen Amts in Bonn.